# USS Bluefish (SS-222)
USS Bluefish (SS-222) là một tàu ngầm lớp Gato từng phục vụ cùng Hải quân Hoa Kỳ trong Chiến tranh Thế giới thứ hai. Nó là chiếc tàu chiến đầu tiên của Hải quân Hoa Kỳ được đặt cái tên này, theo tên bluefish (Pomatomus saltatrix), một loài trong họ Cá thu ngừ. Nó đã phục vụ trong suốt Thế chiến II, thực hiện tổng cộng chín chuyến tuần tra và đánh chìm 12 tàu Nhật Bản với tổng tải trọng 50.839 tấn. Được cho ngừng hoạt động sau khi xung đột chấm dứt vào năm 1947, nó được huy động trở lại để tiếp tục phục vụ trong giai đoạn Chiến tranh Lạnh từ năm 1952 đến năm 1953. Con tàu cuối cùng bị bán để tháo dỡ vào năm 1960. Bluefish được tặng thưởng mười Ngôi sao Chiến trận do thành tích phục vụ trong Thế Chiến II.

## Thiết kế và chế tạo
Lớp tàu ngầm Gato được thiết kế cho mục đích một tàu ngầm hạm đội nhằm có tốc độ trên mặt nước cao, tầm hoạt động xa và vũ khí mạnh để tháp tùng hạm đội chiến trận. Con tàu dài 311 ft 9 in (95,02 m) và có trọng lượng choán nước 1.525 tấn Anh (1.549 t) khi nổi và 2.424 tấn Anh (2.463 t) khi lặn. Chúng trang bị động cơ diesel dẫn động máy phát điện để cung cấp điện năng cho bốn động cơ điện, đạt được công suất 5.400 shp (4.000 kW) khi nổi và 2.740 shp (2.040 kW) khi lặn, cho phép đạt tốc độ tối đa 21 hải lý trên giờ (39 km/h) và 9 hải lý trên giờ (17 km/h) tương ứng. Tầm xa hoạt động là 11.000 hải lý (20.000 km) khi đi trên mặt nước ở tốc độ 10 hải lý trên giờ (19 km/h) và có thể hoạt động kéo dài đến 75 ngày và lặn được sâu tối đa 300 ft (90 m).
Lớp tàu ngầm Gato được trang bị mười ống phóng ngư lôi 21 in (530 mm), gồm sáu ống trước mũi và bốn ống phía phía đuôi tàu, chúng mang theo tối đa 24 quả ngư lôi. Vũ khí trên boong tàu gồm một hải pháo 3 inch/50 caliber, và thường được tăng cường một khẩu pháo phòng không Bofors 40 mm nòng đơn và một khẩu đội Oerlikon 20 mm nòng đôi, kèm theo súng máy .50 caliber và .30 caliber. Tiện nghi cho thủy thủ đoàn bao gồm điều hòa không khí, thực phẩm trữ lạnh, máy lọc nước, máy giặt và giường ngủ cho hầu hết mọi người, giúp họ chịu đựng cái nóng nhiệt đới tại Thái Bình Dương cùng những chuyến tuần tra kéo dài đến hai tháng rưỡi.
Bluefish được đặt lườn tại xưởng tàu của hãng Electric Boat Company ở Groton, Connecticut vào ngày 5 tháng 6, 1942. Nó được hạ thủy vào ngày 21 tháng 2, 1943, được đỡ đầu bởi bà Robert Y. Menzie, và được cho nhập biên chế cùng Hải quân Hoa Kỳ vào ngày 24 tháng 5, 1943 dưới quyền chỉ huy của Hạm trưởng, Thiếu tá Hải quân George E. Porter.

## Lịch sử hoạt động

### 1943
Sau khi hoàn tất việc chạy thử máy huấn luyện ngoài khơi New London, Connecticut và sửa chữa sau chạy thử máy, Bluefish chuẩn bị để được điều động sang khu vực Mặt trận Thái Bình Dương. Nó rời Căn cứ Tàu ngầm New London vào ngày 21 tháng 7, 1943, và trình diện để phục vụ cùng Tư lệnh Lực lượng Đặc nhiệm 72 sau khi đi đến Brisbane, Australia vào ngày 21 tháng 8,

#### Chuyến tuần tra thứ nhất
Rời Brisbane vào ngày 9 tháng 9 cho chuyến tuần tra thứ nhất tại khu vực biển Đông, vào ngày 25 tháng 9, Bluefish phóng ngư lôi đánh trúng và gây hư hại cho chiếc tàu buôn Nhật Bản Akashi Maru (3.228 tấn) trong biển Flores, tại vị trí về phía Đông Nam Celebes tại Đông Ấn thuộc Hà Lan. Đang khi đuổi theo Akashi Maru, nó phóng ngư lôi đánh chìm tàu phóng lôi Kasasagi (595 tấn) vào ngày 27 tháng 9 tại vị trí 25 nmi (46 km; 29 mi) về phía Nam Celebes, rồi phát hiện và kết liễu Akashi Maru hai ngày sau đó tại vị trí về phía Bắc Wetar.

#### Chuyến tuần tra thứ hai
Rời Fremantle, Australia vào tháng 10 cho chuyến tuần tra thứ hai tại khu vực biển Đông, vào ngày 8 tháng 11, Bluefish đã phóng ngư lôi đánh chìm tàu chở dầu Kyokuei Maru (10.570 tấn) trong biển Đông. Đến ngày 18 tháng 11, nó lại phóng ngư lôi đánh chìm chiếc tàu khu trục cũ Sanae và gây hư hại cho chiếc tàu tiếp dầu Ondo (14.050 tấn) trong biển Celebes, khoảng 90 nmi (170 km; 100 mi) về phía Nam đảo Basilan.

### 1944

#### Chuyến tuần tra thứ ba
Rời Fremantle vào tháng 12, 1943 cho chuyến tuần tra thứ ba tại khu vực biển Đông, vào ngày 30 tháng 12, Bluefish đã phóng ngư lôi đánh chìm tàu tiếp dầu Ichiyu Maru (5.061 tấn) trong biển Java, rồi sang ngày 3 tháng 1, 1944 đã rải thủy lôi dọc theo bờ biển Malaya thuộc Anh. Khi phối hợp với tàu ngầm chị em Rasher (SS-269) để tấn công một đoàn tàu vận tải ngoài khơi Đông Dương thuộc Pháp, nó đã phóng ngư lôi đánh chìm tàu chở dầu Hakko Maru (6.046 tấn) vào ngày 4 tháng 1.

#### Chuyến tuần tra thứ tư
Rời Fremantle vào tháng 2 cho chuyến tuần tra thứ tư tại khu vực biển Đông, vào ngày 4 tháng 3, Bluefish đã phóng ngư lôi đánh chìm tàu tiếp dầu Ominesan Maru (10.536 tấn) trong biển Đông ở vị trí khoảng 300 nmi (560 km; 350 mi) về phía Tây Miri, Sarawak.

#### Chuyến tuần tra thứ năm
Rời Fremantle vào tháng 5 cho chuyến tuần tra thứ năm tại khu vực biển Celebes, vào ngày 16 tháng 6, Bluefish đã đánh chìm tàu buôn Nanshin Maru (1.422 tấn) trong biển Celebes về phía Tây Nam Tarakan, Borneo. Đến ngày 21 tháng 6, nó tiếp tục đánh chìm tàu vận chuyển Kanan Maru (3.280 tấn) ở lối tiếp cận phía Nam đi vào eo biển Makassar.

#### Chuyến tuần tra thứ sáu
Trong chuyến tuần tra thứ sáu xuất phát từ Fremantle vào tháng 7 và kết thúc tại Trân Châu Cảng, vào ngày 14 tháng 8, Bluefish đã đánh chìm tàu chở dầu Shinpo Maru (5.135 tấn), vốn đã bị tàu ngầm chị em Puffer (SS-268) gây hư hại hai ngày trước đó ngoài khơi đảo Golo thuộc Looc, Philippines. Sang ngày 19 tháng 8, nó tấn công Đoàn tàu Hi-71, đánh chìm tàu tiếp dầu hạm đội Hayasui (18.300 tấn) ở vị trí khoảng 80 nmi (150 km; 92 mi) về phía Tây Bắc Bolinao, Pangasinan, đồng thời gây hư hại cho chiếc Awa Maru (11.249 tấn) tại tọa độ 17°36′B 119°38′Đ / 17,6°B 119,633°Đ.

### 1945

#### Chuyến tuần tra thứ bảy và thứ tám
Rời Trân Châu Cảng vào tháng 2, 1945 cho chuyến tuần tra thứ bảy, Bluefish hoạt động dọc bờ biển các đảo chính quốc Nhật Bản; rồi tiếp nối bằng chuyến tuần tra thứ tám xuất phát từ Trân Châu Cảng vào tháng 4 và kết thúc tại Fremantle, cả hai chuyến tuần tra đều không tiêu diệt được mục tiêu nào.

#### Chuyến tuần tra thứ chín
Bluefish rời Fremantle vào tháng 6 cho chuyến tuần tra thứ chín tại khu vực biển Đông. Vào ngày 15 tháng 7, sau khi tàu ngầm Blower (SS-325) phóng trúng hai ngư lôi vào một tàu ngầm đối phương đang đi trên mặt nước nhưng không kích nổ, Bluefish đã tiếp tục truy đuổi và đánh chìm được tàu ngầm Nhật I-351 (2.650 tấn) trong biển Đông ở vị trí khoảng 100 nmi (120 mi; 190 km) về phía Đông-Đông Bắc đảo Natuna Besar ngoài khơi Borneo, ở tọa độ 04°30′B 110°00′Đ / 4,5°B 110°Đ. Nó vớt được ba người sống sót từ chiếc I-351. Bốn ngày sau đó, nó đánh chìm một tàu săn ngầm nhỏ bằng hải pháo về phía Đông đảo Sumatra, Đông Ấn thuộc Hà Lan, tại tọa độ 00°04′B 105°08′Đ / 0,067°B 105,133°Đ.
Sau khi Nhật Bản chấp nhận đầu hàng vào ngày 15 tháng 8, giúp chấm dứt vĩnh viễn cuộc xung đột, Bluefish quay trở về Hoa Kỳ, đi đến Xưởng hải quân Philadelphia vào ngày 9 tháng 10. Con tàu được đưa về thành phần dự bị, rồi chuyển đến Căn cứ Tàu ngầm New London vào ngày 31 tháng 10. Sau đó nó được kéo đến xưởng tàu Electric Boat Co. tại Groton, Connecticut để sửa chữa, rồi quay trở lại New London vào ngày 12 tháng 6, 1946 và được cho xuất biên chế vào ngày 12 tháng 2, 1947.

### 1952 - 1953
Bluefish được cho tái biên chế trở lại tại Căn cứ Tàu ngầm New London vào ngày 7 tháng 1, 1952,  và trình diện để phục vụ cùng Đội tàu ngầm 82 trực thuộc Hạm đội Đại Tây Dương. Nó đi đến Key West, Florida vào ngày 7 tháng 4, được điều sang Đội tàu ngầm 41 từ ngày 11 tháng 4, và hoạt động tại chỗ và huấn luyện dọc theo bờ biển Florida và vùng biển Caribe cho đến tháng 5, 1953. Đi đến Xưởng hải quân Portsmouth ở Kittery, Maine vào ngày 7 tháng 6, nó được đại tu để chuẩn bị ngừng hoạt động, rồi được cho xuất biên chế lần sau cùng vào ngày 20 tháng 11, 1953. Tên nó được cho rút khỏi danh sách Đăng bạ Hải quân vào ngày 1 tháng 6, 1959, và con tàu bị bán để tháo dỡ vào ngày 8 tháng 6, 1960.

## Phần thưởng
Bluefish được tặng thưởng mười Ngôi sao Chiến trận do thành tích phục vụ trong Thế Chiến II. Nó được ghi công đã đánh chìm 12 tàu Nhật Bản với tổng tải trọng 50.839 tấn.
|  |                           |  |
|  | Silver star · Silver star |  |

| Dãi băng Hoạt động Tác chiến  |                                                                          |                                      |
| Huân chương Chiến dịch Hoa Kỳ | Huân chương Chiến dịch Châu Á-Thái Bình Dương với 11 Ngôi sao Chiến trận | Huân chương Chiến thắng Thế Chiến II |